# Arthur Stein
Arthur Stein, né le 10 juin 1871 à Vienne et mort le 15 novembre 1950 à Prague, est un historien autrichien.

## Biographie
Après avoir étudié la philologie à l'université de Vienne, il enseigne dans un lycée viennois. Après la publication de son premier livre, Untersuchungen zur Geschichte und Verwaltung Aegyptens unter Roemischer Herrschaft (1915), il obtient un poste de lecteur à l'université de Prague, où il devient professeur en 1923. Durant l'occupation allemande de la Tchécoslovaquie, il est déporté au camp de concentration de Theresienstadt. Arthur Stein s'intéresse principalement à l'histoire romaine, qu'il étudie sous l'angle de son administration et de sa prosopographie.